# L'Enfant trouvé
Pour plus de détails, voir Fiche technique et Distribution.
L'Enfant trouvé (en russe : Подкидыш, Podkidych) est une comédie soviétique réalisée par Tatiana Loukachevitch, d'après le scénario de Rina Zelionaïa et Agnia Barto, et sortie en 1939. Le film raconte l'histoire d'une petite fille perdue. On y voit également la vie quotidienne à Moscou à la fin des années 1930 (rues, jardins publics, gares, écoles, appartements communautaires), ainsi que l'architecture stalinienne.

## Synopsis
Laissée sous la surveillance de son frère Ioura, la petite Natacha s'échappe et va se promener toute seule dans les rues de Moscou. Elle se joint d'abord à une classe de maternelle sortie en ville, mais le temps que la maîtresse appelle la police elle quitte l'établissement et s'invite chez un géologue célibataire dans un appartement communautaire. Elle s'éclipse de nouveau et, poursuivant un chat, manque de se faire écraser par une voiture. Elle est recueillie par un vieux couple sans enfants en chemin vers leur maison de campagne, qui décident de l’amener avec eux. À la gare, la petite fille se mêle à la foule, puis aborde quelques membres de l'équipe de football qui la prennent pour l'enfant de l'un des supporters et la font monter dans leur voiture. Pendant ce temps, le frère de Natacha avec ses amis et un inspecteur de police sont à sa recherche.

## Fiche technique
- Titre : L'Enfant trouvé
- Titre original : Подкидыш, Podkidych
- Réalisateur : Tatiana Loukachevitch
- Scénaristes : Rina Zelionaïa et Agnia Barto
- Direction artistique : Vassili Komardenkov
- Musique : Nikolaï Krioukov
- Photographie : Semen Cheinine
- Son : Viatcheslav Lechtchev
- Montage : Klavdia Moskvina
- Producteur(s) exécutif(s) : Igor Lopatonok, Nina Podolska
- Production : Mosfilm
- Format : Mono - noir et blanc
- Pays de production : URSS
- Durée : 68 minutes
- Date de sortie : 27 janvier 1940

## Distribution
- Olga Jiznieva : mère de Natacha et Ioura
- Rina Zelionaïa : Aricha, femme de chambre
- Faïna Ranevskaïa : Lialia
- Piotr Repnine : Moulia, mari de Lialia
- Rostislav Pliatt : géologue célibataire
- Tatiana Barycheva (ru) : dentiste, voisine du géologue
- Veronika Lebedeva : Natacha, fille perdue
- Dima Gloukhov : Ioura, grand frère de Natacha
- Vitia Boïko : Aliocha, camarade de classe de Ioura
- Elia Bykovskaïa : Nina, camarade de classe de Ioura
- Viktor Gromov (ru) : père de Nina
- Andrey Starostin (ru) : footballer
- Stanislalv Leuta (ru) : footballer
- Ivan Lobyzovski (ru) : Sergueïev
- Lev Anninski (ru) : enfant à la maternelle (non crédité)
- Anatoli Papanov : passant (non crédité)